# 高承簡
高 承簡（こう しょうかん、生年不詳 - 827年）は、唐代の軍人。本貫は徳州蓨県。

## 経歴
高崇文の子として生まれた。若くして忠武軍の部将となり、のちに神策軍に入った。元和元年（806年）、父に従って劉闢を討ち、嘉王傅に任じられた。裴度が蔡州の呉元済の乱を討つにあたって、承簡は本官のまま御史中丞を兼ね、裴度の下で都押牙をつとめた。元和12年（817年）、呉元済の乱が鎮圧され、郾城・上蔡・西平・遂平の4県をもって溵州が立てられると、承簡は溵州刺史に任用された。ほどなく邢州刺史に転じた。観察使が租税の取り立てを急き立てると、承簡は下戸数百戸に代わって租税を送った。のちに宋州刺史となった。
長慶2年（822年）、汴州で兵乱が起こり、宣武軍節度使の李愿が追放されて、牙将の李㝏が留後に立てられた。李㝏は部将を派遣して宋州の官私の財物を略奪しようとしたので、承簡はこれを捕らえた。これ以後、汴州から使者が来るたびに、承簡は捕らえて、1日ごとに軍門の外に引き出して斬らせた。李㝏の兵がやってくると、宋州の3城のうち南の1城を攻め落としたので、承簡は北の2城を守って抗戦し、十数回戦った。徐州の兵が救援にやってくると、李㝏は汴州の将の李質に捕らえられ、長安に送られた。宋州を包囲していた兵は退散した。承簡は検校左散騎常侍・兗海沂密等州節度観察処置等使に任じられた。
まもなく承簡は検校工部尚書・義成軍節度・鄭滑潁等州観察処置等使となった。長慶4年（824年）、検校尚書右僕射を加えられた。入朝して右金吾衛大将軍に任じられ、右街使をつとめた。宝暦2年（826年）、邠寧慶等州節度観察処置等使として出向した。大和元年（827年）8月、病のため長安に帰る途中、永寿県の伝舎で死去した。司空の位を追贈された。諡は敬といった。

## 伝記資料
- 『旧唐書』巻151 列伝第101
- 『新唐書』巻170 列伝第95